# Étienne Lainez
Étienne Lainez   (23 de maig de 1753 - 15 de setembre de 1822) fou un cantant d'òpera francesa que va ocupar papers de tenor a l'òpera de París durant més de trenta anys al front de l'escenari.
Va crear nombrosos papers en la seva carrera, com Rodrigo a Chimène ou le Cid de Sacchini, Aeneas a Didon de Piccini, Narcisse a Écho et Narcisse de Gluck, el Licini a La Vestale de Spontini.
Lainez va néixer a Vaugirard (15è districte de París) a París i també va morir a París.
Després de retirar-se de l'escena, Lainez va ensenyar la declamació lírica al Conservatori de París.